# Carl Schröder (Puppenspieler)
Carl Schröder (* 19. Juni 1904 in Kötitz; † 8. Februar 1997 in Radebeul) war ein deutscher Puppenspieler, Puppengestalter und Regisseur. Er gilt heute in Fachkreisen als einer der wichtigsten Wegbereiter des künstlerischen Figurentheaters sowie als Pionier des Film- und Fernsehpuppenspiels.

## Leben
Schröder wuchs in Radebeul auf. Von 1918 bis 1921 absolvierte er eine Lehre als Maschinenbauer, danach eine Technikerausbildung an der Staatlichen Maschinenbauschule in Chemnitz und arbeitete als Maschinenbautechniker.
Er studierte dann in Berlin bei Emil Orlik an den Vereinigte Staatsschule für freie und angewandte Kunst und 1925 am Werklehrerseminar in Berlin-Lichtenberg. Danach arbeitete er als Erzieher in einem Berliner Kinderheim.
1928 begegnete Schröder bei einem Gastspiel der Hohnsteiner Puppenbühne von Puppenspieler Max Jacob der Kunst des Figurenspiels und bekam die lebenswegweisende Inspiration, sich selbst mit dem Puppenspiel zu beschäftigen. Nach einem Grafikstudium in Berlin bei Emil Orlik orientierte sich Schröder zunächst am Stil der Hohnsteiner Puppenbühne und an dem der Figuren des Holzbildhauers Theo Eggink, begab sich aber bald schon auf die Suche nach einer eigenen künstlerischen Handschrift. 1929 heiratete er Henny Quoadt, die ihm als Kostümbildnerin diente, und gründete mit ihr eine Wanderbühne mit Hohnsteiner Handpuppen. Ab 1930 lebte Schröder wieder in seinem Elternhaus in Radebeul.
Während des Zweiten Weltkrieges war Schröder, der Leiter seiner eigenen Reisebühne namens Radebeuler Puppenbühne war, durch die NS-Freizeitorganisation Kraft durch Freude zur Frontbetreuung eingesetzt und war auch beim Volkssturm, während seine Frau Henny in einem Rüstungsbetrieb arbeiten musste. Nach der Zeit des Nationalsozialismus zog die Schröder-Bühne vornehmlich durch Sachsen und spielte sowohl für Kinder als auch für Erwachsene. Während etliche seiner Kollegen, unter ihnen Max Jacob und Paul Hölzig, die DDR gen Westen verließen, blieb Schröder in der DDR.
Schröder entwickelte sich schnell zu einem der beliebtesten Puppenspieler in der DDR. Die DDR-Kulturinstitutionen ermöglichten ihm zahlreiche Auslandsgastspiele, auch in der Bundesrepublik durfte er auftreten.
1961 schloss er sein Tourneetheater und ging von 1962 bis 1965 als Regisseur für Puppentrickfilme zur DEFA. Dort zeichnete er auch für zahlreiche Ausstattungen verantwortlich, schuf sowohl die Figuren als auch die Bühnenbilder. Schröder zeichnete für insgesamt zehn DEFA-Produktionen verantwortlich, die teils märchenhaften, teils satirischen Inhalts waren.
1966 wurde er zum Intendanten des Puppentheaters Berlin ernannt, ein Amt, das er bis zum Rentenalter 1969 bekleidete. Ab 1970 war er freischaffend als Puppengestalter, Regisseur, Ausstatter, Berater und Fotograf tätig, arbeitete beispielsweise für die Puppentheater von Bautzen und Wittenberg, Karl-Marx-Stadt und Naumburg.
Schröders Puppen unterschieden sich wesentlich von denen des bekannten Hohnsteiner Stils. Die Handpuppenköpfe waren zumeist überlebensgroß und ließen sich nur durch einen Knauf im Puppenhals führen. Plakativ große Gesichter und eine naive Bemalung machten Schröders Puppen, die stets kaschiert oder modelliert waren, zu unverwechselbaren Figurentypen. Im Gegensatz zu anderen bekannten Puppengestaltern seiner Zeit wie etwa Eggink oder Till de Kock arbeitete er aber nie in Serie.
Für seine Verdienste um die Puppenspielkunst wurde Schröder häufig ausgezeichnet.

## Darstellung Schröders in der bildenden Kunst
- Paul Wilhelm: Der Puppenspieler Carl Schröder (1945/1946, Öl auf Leinwand, 83,5 × 69,5 cm; Puppentheatersammlung Dresden)[1]

## Inszenierungen an SchrödersRadebeuler Puppenbühne(Auswahl)
Für Kinder
- Die Sage von Rübezahl
- Der Wunschring
- Froschkönig
- Der Teufel mit den drei goldenen Haaren
- Der Geizhals auf dem Teufelsberg
- Pinocchios Abenteuer (Musik: Siegfried Kurz)[2]

Für Erwachsene
- Das Spiel vom reichen Jedermann
- Der Vogelhändler
- Der Freischütz
- Faust
- Der Bauer als Millionär

## Filmografie (Regie und Ausstattung)
Sämtliche Filme waren Handpuppen-Produktionen der DEFA
- 1959: Pinocchios Abenteuer (Co-Regie mit Erich Günther)
- 1962: Der Roßdieb zu Füssing
- 1963: Nur ein Märchen
- 1963: Der eiserne Heinrich
- 1963: Edelmarder
- 1964: Die bunte Mütze
- 1964: Der Teufel mit den drei goldenen Haaren
- 1965: Klaus und der Maler
- 1966: Das Geheimnis der großen Bärin
- 1966: Die Streiche des Scapin

## Auszeichnungen
- 1959: Preis für künstlerisches Volksschaffen in der DDR erster Klasse
- 1964: Verdienstmedaille der DDR
- 1972: Ehrenmitgliedschaft der Union Internationale de la Marionnette (UNIMA)
- 1974: Ehrenmitgliedschaft der Theaterschaffenden der DDR
- 1976: Preisträger des 1. DDR-Puppentheaterfestivals in Magdeburg (für Regie und Ausstattung)

## Ausstellungen (mutmaßlich unvollständig)
- 1977/1978, 1982/1983 und 1987/1988: Dresden, VIII. bis X. Kunstausstellung der DDR

- Puppen von Carl Schröder (Museum für Sächsische Volkskunst, Dresden, Jahr unbekannt)
- Carl Schröder (Ausstellung anlässlich des 100. Geburtstages im Museum Radebeul, 2004)

## Öffentliche Sammlungen mit Puppen Schröders
- Staatliche Puppentheatersammlung Dresden[3]
- Museum für Puppentheaterkultur PuK, Bad Kreuznach
- Fundus der Piccolo Puppenspiele, Bergisch Gladbach